# بابا آدم (گیاه)
بابا آدم (نام علمی: Alocasia odora) یا سوسن شب بو یا گوش فیل عمودی غول پیکر نام یک گونه از گیاهان استوایی برگ پهن است که منشأ آن غرب اوراسیا است. طول ساقهٔ آن از 0.5 تا 1.6 متر می‌رسد و طول ریشهٔ آن مابین ۵۰ سانتیمتر تا ۱ متر است.

## مصرف خوراکی
برگ ها وساقه ها ی آلوکازیا به عنوان یک سبزی سبز در غذاهای جنوب شرقی آسیا استفاده میشود. در زبان ژاپنی «گوبو» (به ژاپنی: ゴボウ Gobo) نامیده می‌شود و ریشهٔ آن در بسیاری از غذاها مانند کین‌پیرا، تمپورا و کاکی‌آگه استفاده می‌شود.

## ارزش غذایی

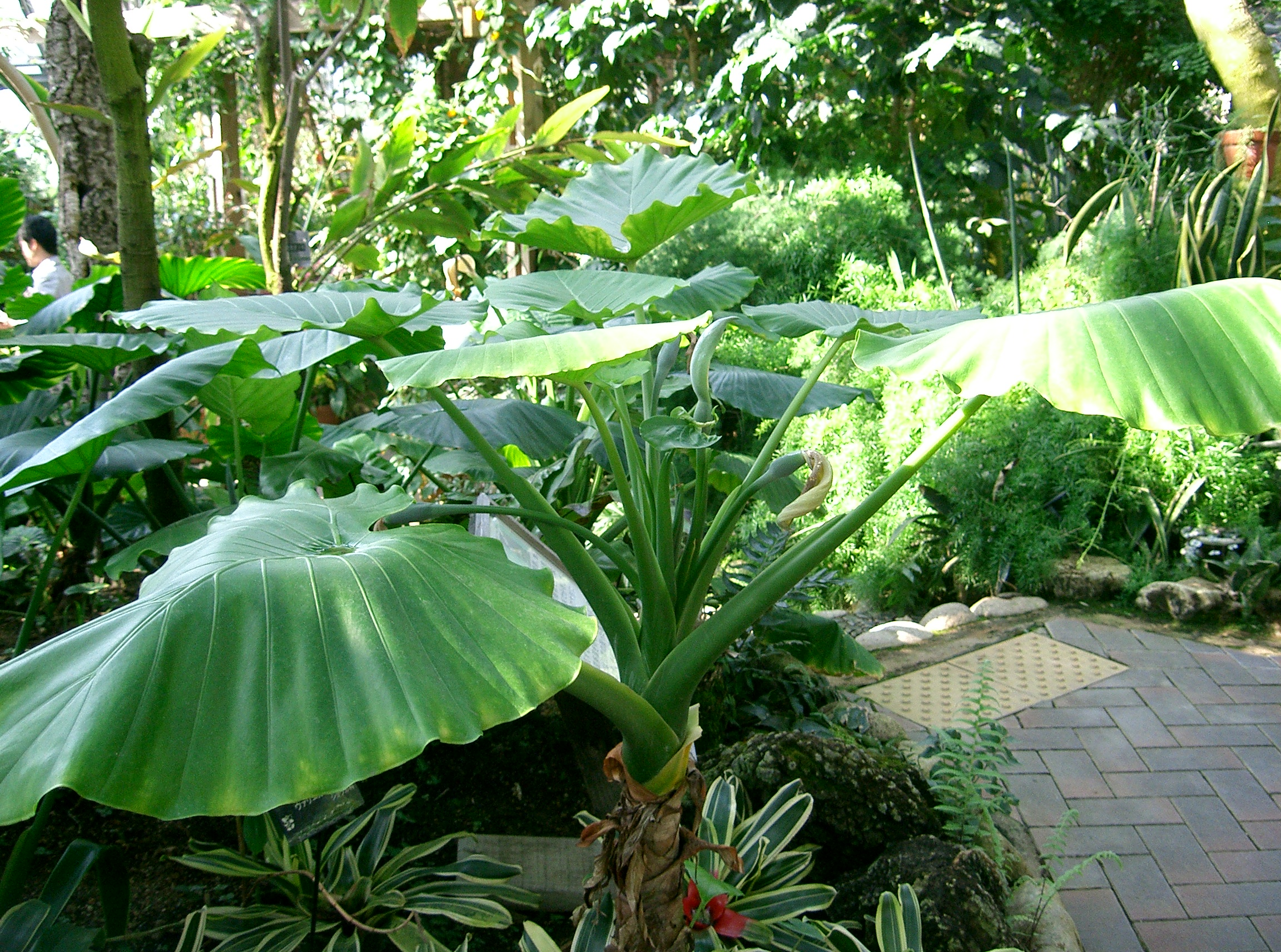
تصویری از برگها و ساقه گیاه بابا آدم